# 8811 Waltherschmadel
8811 Waltherschmadel este un asteroid din centura principală de asteroizi.

## Descriere
8811 Waltherschmadel este un asteroid din centura principală de asteroizi. A fost descoperit pe 20 octombrie 1982 la Observatorul de Astrofizică din Crimeea de Liudmila Karacikina. Asteroidul prezintă o orbită caracterizată de o semiaxă mare de 2,73 ua, o excentricitate de 0,09 și o înclinație de 4,0° în raport cu ecliptica.